# Bracknell
Bracknell es una ciudad y una parroquia civil del distrito de Bracknell Forest, en el condado de Berkshire (Inglaterra). Su población de acuerdo al censo del 2001 es de 70.795 habitantes. Según el censo de 2011, Bracknell parroquia civil tenía 52.696 habitantes.